# Kouji Okada
Kouji Okada (岡田耕始?, Okada Kōji; Tokyo, 22 febbraio 1964) è un autore di videogiochi giapponese.
È noto per essere uno dei fondatore dell'azienda di videogiochi giapponese Atlus e per essere uno dei co-creatori della serie Megami Tensei e dei suoi relativi spin-off, Persona e Devil Summoner. Nel 2003 abbandona Atlus per fondare lo Studio Gaia.

## Carriera
Nato e cresciuto ad Asakusa, Kouji "Cozy" Okada frequenta la Taito Junior High School. Durante la sua infanzia si interessa al football americano e ai modelli in plastica di carri armati. Inizialmente la sua aspirazione era quella di diventare un progettista automobilistico. In un'intervista, Okada ricordò di essersi interessato al design e alla meccanica delle automobili dopo aver visto il carro armato tedesco Tiger. Successivamente entra, prima, alla Tokyo Metropolitan Toyama High School e, poi, all'Aoyama Drafting Academy. Nell'aprile 1983 inizia a lavorare presso la Universal Technos (nota poi con il nome di Aruze Corporation), azienda produttrice di giochi arcade, slot machine e flipper. Lasciò la Technos dopo appena un anno quando il suo dipartimento fu trasferito nella città di Oyama, nella prefettura di Tochigi. All'epoca la Tehkan (poi Tecmo, ora Koei Tecmo Games) aprì a Tokyo un dipartimento di progettazione e nel 1984, accettando l'invito del suo collega Hideyuki Yokoyama, si trasferì lì. Lavorò come assistente alla progettazione di slot machine fino al 1985 quando gli fu assegnato il compito di progettare i cabinati per i giochi arcade Gridiron Fight e All American Football.
Okada fu coinvolto allo sviluppo software dell'azienda nel 1987. All'epoca furono introdotti i sistemi CAD e lentamente il lavoro di progettazione si stava digitalizzando. La persona che insegnò a Okada le basi della programmazione fu Michihito Ishizuka. Attraverso un NEC PC-8801, iniziò a studiare il BASIC e l'assembly. È in questo periodo che iniziò ad interessarsi dei videogiochi di ruolo, venendo a conoscenza di titoli come Wizardry e Ultima, e propose alla dirigenza di Tehkan di crearne uno anche loro. Fu così che conobbe Naoya Harano, all'epoca capo del reparto negozi di Tehkan. Restia ad accogliere le sue richieste, loro due e alcuni dipendenti insoddisfatti lasciarono l'azienda. Il 7 aprile 1986 venne fondata Atlus, con Harano che divenne il primo presidente. Tra i membri fondatori ci furono anche Sukasa Masuko, Kazutoshi Ueda, Yukito Hayashi e Hideyuki Yokoyama. Il primo titolo sviluppato da Atlus fu Ginga Denshō: Galaxy Odyssey per Famicom Disk System.
Parallelamente allo sviluppo di Galaxy Odyssey, Okada propose di sviluppare un videogioco di ruolo basato su Digital Devil Story, trilogia di romanzi scritti da Aya Nishitani. Atlus, grazie proprio ad Harano, rilevò da Namco i diritti della serie. Quest'ultima divenne il loro editore mentre proprio a lui gli venne affidata la direzione del gioco. Digital Devil Story: Megami Tensei, uscito per il NES l'11 settembre 1987, era la trasposizione videoludica del primo romanzo di Nishitani. Per Okada, uno dei problemi principali dello sviluppo fu quello di seguire fedelmente la trama del romanzo e al contempo gestire il limitato spazio di archiviazione delle cartucce. Come lui stesso disse, all'epoca Atlus aveva molto know-how nei giochi arcade e Okada dovette gestire l'inesperienza del team nel progettare giochi per console domestiche. Inizialmente il gameplay doveva essere simile a quello dalla serie Wizardry, ma lui e Kazunari Suzuki insisterono per aggiungere nuovi elementi di gioco. Kazutoshi Ueda fu la persona dietro allo sviluppo delle negoziazioni e delle fusioni dei demoni.
Se il primo capitolo gettò le basi della serie, il secondo si allontanò dalla sua opera originale. Il 6 aprile 1990 uscì Digital Devil Story: Megami Tensei II. Fu il primo gioco della serie ad avere una trama inedita, quindi non basata su alcun romanzo di Aya Nishitani. Il gioco era ambientato in un Giappone post-apocalittico devastato dalle bombe atomiche. Fu anche il primo gioco ad avere scelte e finali multipli e a introdurre gli allineamenti morali. Lo sviluppo iniziò nel 1987 dopo l'uscita del primo Megami Tensei. Mentre quest'ultimo utilizzava una visuale in prima persona per l'intero gioco, Megami Tensei II utilizzava una visuale dall'alto per la navigazione e la prima persona per i combattimenti. Okada affidò la scrittura dei dialoghi e il design dei personaggi e dei demoni a due nuovi membri: Ryutaro Ito e Kazuma Kaneko. A partire da Megami Tensei II, Kaneko divenne il principale responsabile della progettazione concettuale e del comparto artistico della serie.
Inizialmente Atlus si appoggiava a società terze per distribuire i propri giochi. Solamente verso la fine del 1990, a partire da Puzzle Boys, che l'azienda cominciò a pubblicare direttamente i loro giochi. Questo fu reso possibile grazie ai buoni rapporti tra Harano e Masaya Nakamura, presidente di Namco dell'epoca. Il 30 ottobre 1992 uscì su SNES Shin Megami Tensei. Primo gioco della saga a giungere su console di quarta generazione e primo capitolo della "nuova" serie. Per la prima volta Okada non fu il direttore del gioco, bensì Yosuke Niino. Grazie alle nuove cartucce, che avevano una memoria ROM maggiore, riuscirono ad inserire nel gioco più di 200 tipi di demoni. Lo scenario di gioco richiese molto tempo per essere finalizzato, essendo stato rivisto più volte dai membri dello staff. Come per il precedente gioco, anche qui troviamo finali multipli. In base alle scelte prese dal giocatore, il protagonista potrà seguire tre allineamenti: Law, Neutral e Chaos. La storia sarà influenzata dalle proprie decisioni morali, potendosi alleare con una delle due fazioni rivali (Order of Messiah e Ring of Gaea) o rimanendo neutrale.
Shin Megami Tensei II e Shin Megami Tensei If… furono gli ultimi due giochi della serie ad essere diretti da Okada. Chiamato inizialmente Shin Megami Tensei X, SMT If… fu il primo spin off dell'intera serie Megami Tensei. Realizzato in appena sei mesi, si differenziava dai precedenti titoli per l'assenza degli allineamenti morali e per una ambientazione più contenuta. In particolare, gli eventi di gioco si svolgevano in due località: nella scuola Karukozaka e nel Makai, universo demoniaco diviso in cinque mondi. La scuola Karukozaka fu modellata basandosi sulle immagini dell'album scolastico di Ryutaro Ito, sceneggiatore del gioco. Il gioco ottenne numerose critiche positive. Fu così che Shuhei Yoshida gli chiese di far arrivare la serie Megami Tensei nella nuova console PlayStation. Fece lo stesso pure Toshiro Kezuka, direttore delle vendite di SEGA. Questo fu l'impulso per la creazione di nuove serie spin-off. Per questa ragione Okada divise lo staff di Atlus in due squadre. La prima incaricata di sviluppare un gioco esclusiva per PlayStation ispirato a Shin Megami Tensei If… e la seconda, invece, intenta a creare un gioco con elementi polizieschi e di Onmyōdō per Sega Saturn. Nacquero così Megami Ibunroku Persona e Shin Megami Tensei: Devil Summoner.
A partire dal 1998, rendendosi conto dei suoi limiti come programmatore, Okada affidò ad altri membri dello staff il ruolo di game director. In particolare, incaricò a Katsura Hashino la direzione del nuovo Shin Megami Tensei III: Nocturne. Nel 2003 lasciò Atlus. Uno dei motivi di tale scelta fu la crisi finanziaria che affligeva la compagnia. Grazie al successo delle macchine purikura, Atlus iniziò ad essere quotata nella borsa di Tokyo nel 1997. Sebbene avesse raccolto una grande quantità di capitale attraverso la sua offerta pubblica iniziale, nel 1999 le vendite iniziarono a diminuire, costringendola a formare una joint venture con Kadokawa Shoten. Il 31 ottobre 2003 Okada fonda lo Studio Gaia. Inizialmente il nuovo studio collaborò con Sony per lo sviluppo di due giochi per PlayStation Portable, Monster Kingdom: Jewel Summoner e Coded Soul: Uketsugareshi Idea, ma chiuse nel 2010 dopo la cancellazione di Cosmic Walker per Wii.